# Les Passe-partout du diable
Pour plus de détails, voir Fiche technique et Distribution.
Les Passe-partout du diable (The Devil's Passkey ou The Devil's Pass Key) est un film américain d'Erich von Stroheim sorti en 1920.
Le film est aujourd'hui considéré comme perdu.

## Synopsis
Grace, la femme de Warren Goodwright, un auteur de théâtre vivant à Paris, est une femme extravagante habituée à vivre selon ses désirs. Rex Strong propose à Grace de lui prêter de l'argent en échange de ses faveurs. Grace refuse, mais elle se retrouve menacée de chantage. Warren apprend cette histoire dans un journal à Paris, mais aucun nom n'est cité dans l'article. Il décide d'en tirer une pièce de théâtre qui obtient un grand succès, mais le tout Paris se moque de cet homme qui n'est pas au courant qu'il a écrit en fait sur sa propre femme. En découvrant la vérité, Warren décide de tuer Strong mais, à la dernière minute y renonce, convaincu de l'innocence de sa femme. 

## Fiche technique
- Titre original : The Devil's Passkey ou The Devil's Pass Key
- Titre français : Les Passe-partout du diable
- Réalisateur : Erich von Stroheim
- Assistants : Eddward Sowders, Jack Proctor, Jeanne Spencer
- Scénario et Adaptation : Erich von Stroheim d'après le roman Clothes and Treachery (Chiffons et trahisons) de la Baronne de Meyer
- Intertitres : J. H. Buffum
- Direction artistique : Erich von Stroheim
- Décors : Richard Day
- Photographie : Ben F. Reynolds, Howard Oswald et (assistant-caméra, non crédité) William H. Daniels
- Montage[1] : Erich von Stroheim, Grant Whytock[2], Jeanne Spencer[3]
- Production : Carl Laemmle
- Société de production : The Universal Film Manufacturing Company
- Société de distribution : Jewel Productions
- Pays d'origine :  États-Unis
- Langue originale : anglais
- Format : Noir et blanc - 35 mm — 1,33:1 - Film muet
- Durée originale : 100 minutes (film aujourd'hui perdu), 130 minutes (découpage "director's cut")
- Tournage : du 29 octobre 1919 au 4 décembre 1919
- Montage définitif achevé le 10 avril 1920
- Date de sortie : 8 août 1920 (première au Théâtre Capitol de New York)
- Licence : domaine public

## Distribution
- Sam De Grasse : Warren Goodwright
- Una Travelyn : Grace Goodwright
- Mae Busch : La belle Odera

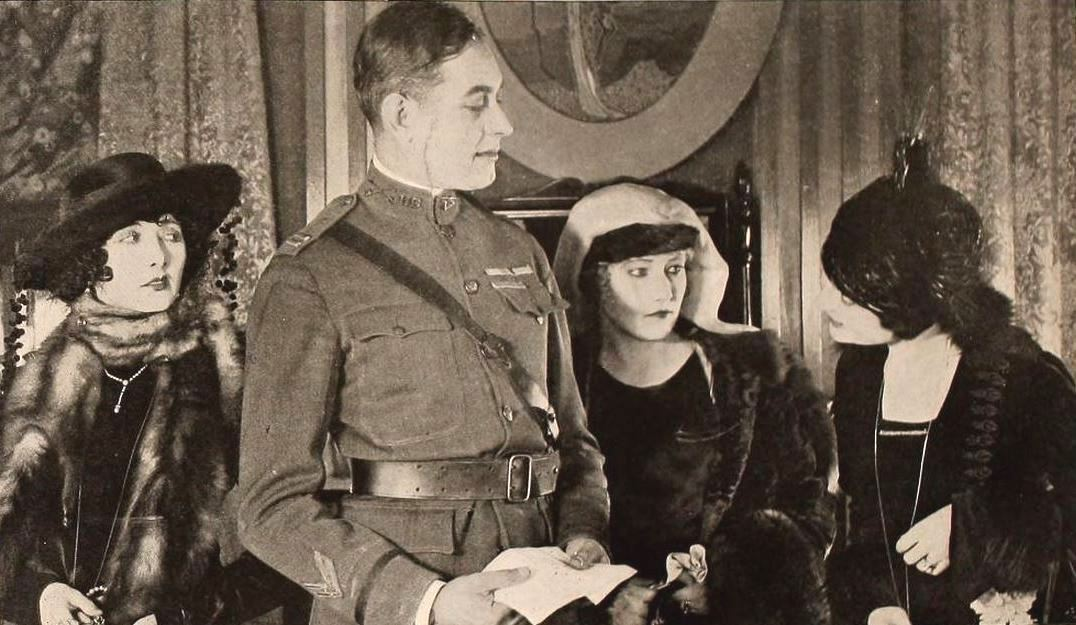
Mae Busch, Clyde Fillmore, Una Trevelyn et Maude George (de g. à d.), dans une scène du film.

- Clyde Fillmore : le capitaine Rex Strong
- Maude George : Mme Mallot, couturière
- Leo White : Monsieur Mallot
- Jack Matheis : Le comte Maurice de Trouvère
- Ruth King : La comtesse Yvonne de Trouvère
- Ed Reinach : Le directeur du Théâtre Français
- Al Edmundsen : Alphone Marier, le reporter
- M. Woods : le détective
- M. Nicholson : Le commissaire de police
- Jeanne Pouillet : La bonne de la belle Odera

## Galerie

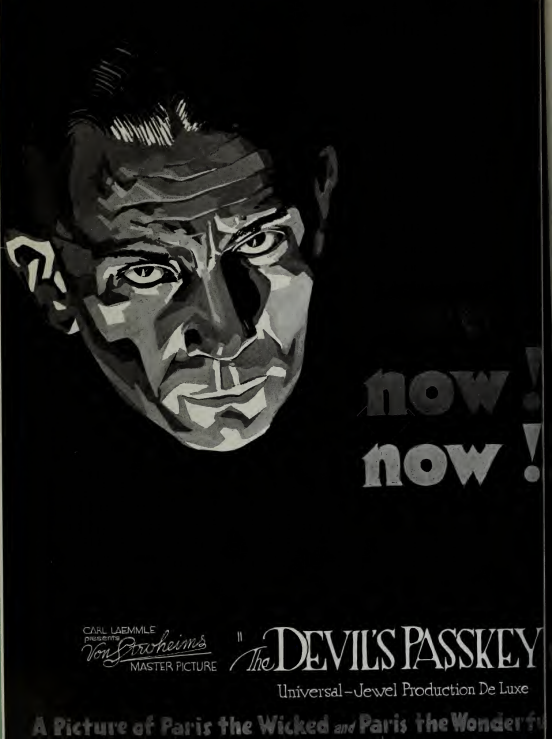
publicité de l'époque
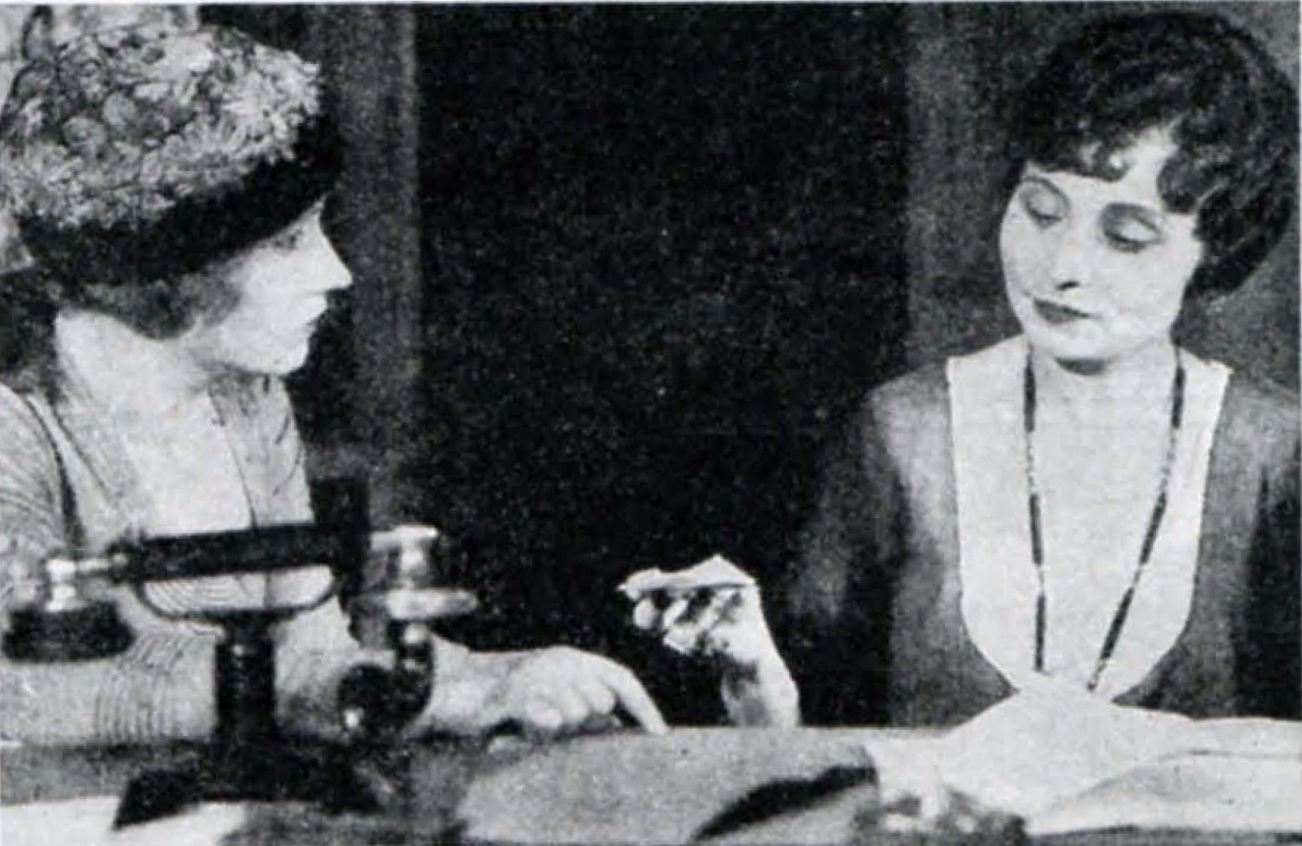
publicité de l'époque
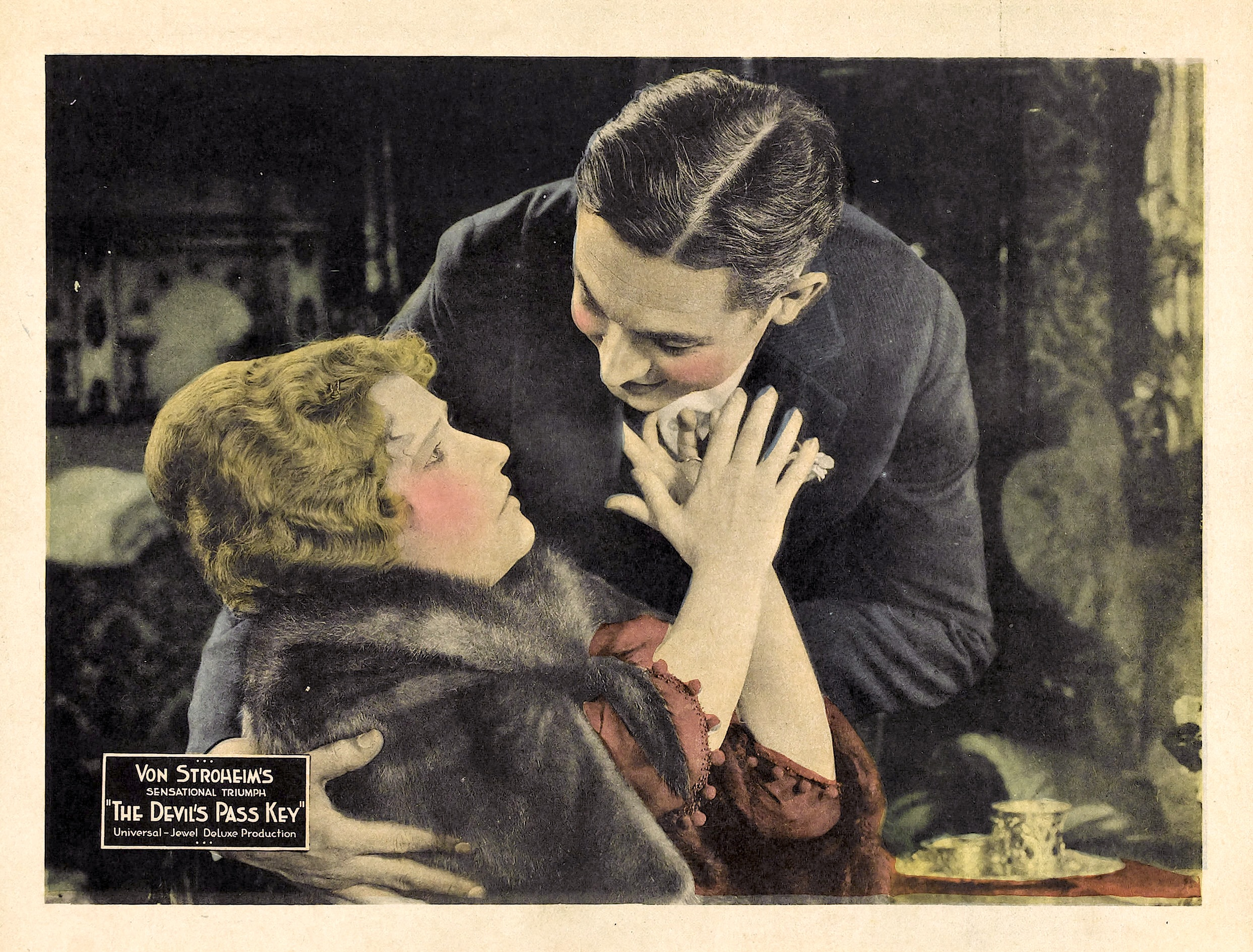
publicité de l'époque